# マイケル・フロマン
マイケル・フロマン（Michael Froman、1962年8月20日 - ）は、アメリカ合衆国の弁護士。バラク・オバマの2期目の政権下でアメリカ合衆国通商代表を務め、環太平洋戦略的経済連携協定(TPP)ではアメリカ合衆国を代表して交渉の役割を担った。
学位はプリンストン大学よりA.B. in Public and International Affairs、オックスフォード大学よりD.Phil in International Relations、そしてハーバード・ロー・スクールからのJuris Doctorである。